# Исаев, Александр Николаевич
Алекса́ндр Никола́евич Иса́ев (7 июня 1968, Краснодар — 2 января 1995, Грозный) — старший лейтенант Министерства внутренних дел Российской Федерации, участник антитеррористических операций в период Первой чеченской войны, погиб при исполнении служебных обязанностей во время штурма Грозного, кавалер ордена Мужества (посмертно).

## Биография
Александр Николаевич Исаев родился 7 июня 1968 года в городе Краснодаре. В 1985 году он окончил Краснодарскую среднюю школу № 1, после чего поступил в Орджоникидзевское высшее военное общевойсковое командное училище. Окончил данное учебное заведение в 1989 году с отличием, он продолжал службу в качестве командира мотострелкового взвода в частях Группы советских войск в Германии. Вернувшись в Россию, продолжал служить на Северном Кавказе, в том числе в Северной Осетии и Ингушетии. По службе характеризовался исключительно положительно, неоднократно удостаивался благодарностей от командования.
В декабре 1993 года Исаев по собственному желанию был уволен из рядов Вооружённых Сил Российской Федерации. Переехав в Краснодар, он поступил на службу в Управление Министерства внутренних дел по Краснодарскому краю. С марта 1994 года занимал должность оперуполномоченного Специального отряда быстрого реагирования Регионального управления по борьбе с организованной преступностью при краевом Управлении внутренних дел.

## Война в Чечне
Когда в конце осени 1994 года на территорию самопровозглашённой Чеченской Республики Ичкерии
были введены федеральные войска и началась Первая чеченская война, Исаев в составе своего отряда был направлен туда. Принял активное участие в штурме Грозного, развернувшегося в конце декабря 1994 года — начале января 1995 года, и сопровождавшегося тяжелейшими боями. Вместе со своими товарищами Исаев многократно участвовал в проведении специальных мероприятий в чеченской столице. 1 января 1995 года при возвращении с очередного задания колонна, где находились краснодарские оперативники, попала в засаду сепаратистов. Произошло это на углу улиц Первомайской и Патриса Лумумбы. В разгар боя снаряд гранатомёта попал в бронетранспортёр, за рулём которого находился Исаев. Получивший тяжёлые ранения старший лейтенант сумел вместе со своими товарищами выбраться из боевой машины, но получил при этом ещё несколько ранений.
Исаев был доставлен в ближайший полевой госпиталь, но, несмотря на усилия врачей, он скончался на следующий день от полученных многочисленных тяжёлых ранений.
Указом Президента Российской Федерации старший лейтенант милиции Александр Николаевич Исаев посмертно был удостоен ордена Мужества.

## Память
- В честь Исаева названа улица в Краснодаре.
- На здании Краснодарской средней школы № 1, которую некогда оканчивал Исаев, установлена мемориальная доска (город Краснодар, улица Вавилова, дом № 21)[3].
- Его имя увековечено в Краснодаре на мемориале кубанцам, погибшим в Чечне, расположенном на площади Памяти Героев рядом с Вечным Огнём.
- Имя Исаева увековечено также на мемориале погибшим при исполнении служебных обязанностей сотрудникам СОБР в сквере имени Марии Рубцовой в городе Химки Московской области[4].